# Record de France du 60 mètres haies
Pour un article plus général, voir Records de France d'athlétisme.
Les records de France seniors du 60 mètres haies, épreuve disputée en salle, sont actuellement détenus par Dimitri Bascou, auteur de 7 s 41 le 13 février 2016 à Berlin, en Allemagne, et par Cyréna Samba-Mayela avec le temps de 7 s 73, établis le 4 mars 2024 à Glasgow.

## Record de France masculin
| Temps  | Athlète           | Date            | Lieu    |
| ------ | ----------------- | --------------- | ------- |
| 7 s 5  | Guy Drut          | 18 février 1973 | Vittel  |
| 7 s 70 | Guy Drut          | 16 février 1975 | Orléans |
| 7 s 69 | Guy Drut          | 28 janvier 1981 | Turin   |
| 7 s 63 | Stéphane Caristan | 19 janvier 1985 | Paris   |
| 7 s 55 | Stéphane Caristan | 26 janvier 1986 | Liévin  |
| 7 s 50 | Stéphane Caristan | 8 février 1987  | Liévin  |
| 7 s 42 | Ladji Doucouré    | 26 février 2005 | Liévin  |
| 7 s 41 | Dimitri Bascou    | 13 février 2016 | Berlin  |

## Record de France féminin
| Temps  | Athlète             | Date             | Lieu         |
| ------ | ------------------- | ---------------- | ------------ |
| 8 s 2  | Chantal Réga        | 9 février 1975   | Orléans      |
| 8 s 42 | Chantal Réga        | 1er février 1976 | Orléans      |
| 8 s 40 | Chantal Réga        | 21 février 1976  | Munich       |
| 8 s 35 | Nadine Prevost      | 19 mars 1977     | Vittel       |
| 8 s 27 | Laurence Monclar    | 1er février 1981 | Vittel       |
| 8 s 14 | Laurence Monclar    | 6 février 1982   | Sindelfingen |
| 8 s 13 | Michèle Chardonnet  | 19 février 1983  | Paris        |
| 8 s 08 | Laurence Elloy      | 4 février 1984   | Vittel       |
| 8 s 00 | Anne Piquereau      | 18 janvier 1985  | Paris        |
| 7 s 98 | Laurence Elloy      | 2 mars 1985      | Athènes      |
| 7 s 94 | Anne Piquereau      | 22 février 1986  | Madrid       |
| 7 s 94 | Laurence Elloy      | 22 février 1986  | Madrid       |
| 7 s 86 | Laurence Elloy      | 22 février 1986  | Madrid       |
| 7 s 84 | Monique Éwanjé-Épée | 10 février 1990  | Paris        |
| 7 s 82 | Monique Éwanjé-Épée | 23 février 1991  | Paris        |
| 7 s 82 | Linda Ferga         | 7 mars 2004      | Budapest     |
| 7 s 78 | Cyréna Samba-Mayela | 19 mars 2022     | Belgrade     |
| 7 s 73 | Cyréna Samba-Mayela | 3 mars 2024      | Glasgow      |